# Djilor
Djilor ist eine Gemeinde (commune) im Département Foundiougne der Region Fatick, gelegen im zentralen Westen Senegals. Sie ist Sitz der Präfektur des Arrondissement de Djilor und besteht aus dem namensgebenden Hauptort (chef-lieu) sowie weiteren Dörfern (villages) und Weilern (hameaux).

## Geographische Lage
Die Gemeinde Djilor liegt im Norden des Départements und gehört zum Erdnussbecken Senegals. Im Norden und Westen liegt das Gemeindegebiet entlang des Diombos und des Dinna unter dem Einfluss der Gezeitenströmung in dem amphibischen Mangrovengebiet des Saloum-Deltas. Der Hauptort Djilor liegt 16 Kilometer südöstlich der Départementspräfektur Foundiougne und 139 Kilometer südöstlich der Hauptstadt Dakar. Das Gemeindegebiet hat eine Fläche von 386,90 km². Benachbarte Kommunen sind im Uhrzeigersinn Djirnda und Fimela im Westen, Soum, Mbam und Thiomby im Norden, Ndiaffate im Osten und im Süden Diagane Barka sowie Diossong.

## Geschichte
Das Dorf Djilor war seit 1972 Hauptort einer Landgemeinde (communauté rurale). Im Jahr 2008 wurde Soum per Dekret aus der Landgemeinde ausgegliedert und erhielt den Status einer städtischen Gemeinde (commune). Im Jahr 2011 wurde die Landgemeinde geteilt. Für die Dörfer nördlich des Diombos wurde mit dem Hauptort Mbam eine neue communauté rurale gebildet. Djilor erhielt 2014, wie in Senegal alle communautés rurales, den landesweit einheitlichen Status einer Gemeinde (commune).

## Bevölkerung
Die letzten Volkszählungen ergaben jeweils folgende Einwohnerzahlen:
| Jahr | Einwohner |
| ---- | --------- |
| 1988 | 17.287    |
| 2002 | 26.074    |
| 2013 | 19.732    |
| 2023 | 22.876    |

Im Jahr 1988 zählte der Hauptort Djilor 1346 Einwohner. Im Jahr 2013 wurde von 3259 Einwohnern ausgegangen.

## Verkehr
Die Nationalstraße N 9 führt durch das Gemeindegebiet und den Hauptort Djilor und verbindet die Gemeinde so mit dem Rest des Landes.